# Mahayana-Sutras
Die Mahayana-Sutras sind buddhistische Lehrreden (Sūtra), die insbesondere von den Mahayana-Schulen als kanonisch anerkannt sind. Sie wurden ab dem 1. Jahrhundert v. Chr. aufgezeichnet. In Anlehnung an den in Pali verfassten Kanon buddhistischer Frühschriften (Pali-Kanon) wird die Sammlung von Mahayana Sutras auch Sanskrit-Kanon genannt. Die meisten dieser Schriften sind im Original in Sanskrit oder BHS (Buddhistisches hybrides Sanskrit) verfasst. Sie bilden die Grundlage für die verschiedenen Schulen des Mahayana-Buddhismus, wobei jeweils bestimmte Sutra die Grundlage für die einzelnen Schulen bilden; zum Beispiel Lotos-Sutra für den Nichiren-Buddhismus, Herz-Sutra und Diamant-Sutra für Chan- und Zen-Buddhismus, und die drei Reine-Land-Sutras für den Buddhismus des Reinen Landes.
Mahayana-Buddhisten nehmen an, dass diese Schriften – abgesehen von einigen Schriften chinesischen Ursprungs – authentische Berichte der Lehre sind, wie sie von Buddha gelehrt worden ist. Theravada-Buddhisten halten die Texte dagegen für apokryph. Tibetische Buddhisten unterteilen die esoterischen Lehren Buddhas in 3 Kategorien: die Hinayana, sowie die zwei Mahayana-Richtungen Prajnaparamita (Vervollkommnung der Weisheit) und Tathagatagarbha (die Buddha-Natur).

## Sutras
Zu den bekanntesten Mahayana-Schriften zählen:
- Prajnaparamita-Sutras
  - Aṣṭasāhasrikā-Sutra, Sutra in 8.000 Zeilen (slokas), ins Chinesische übersetzt durch Lokṣema zwischen 168-188
  - Pañcavimśātisāhasrikā-Prajñāpāramitā-Sutra, Sutra in 25.000 Zeilen, circa 100 Jahre nach dem Aṣṭasāhasrikā-Sutra
  - weitere Varianten des Prajna Paramitra Sutras: in 100.000, 18.000, 2.500, 700, 500 Zeilen
  - Herz-Sutra (50 Zeilen) (Prajñāpāramitā Hridaya Sūtra [der höchsten Weisheit])
  - Diamant-Sutra (300 Zeilen) (Vajracchedikā Prajñāpāramitā Sūtra) (金剛般若波羅經)
- Lotos-Sutra (Saddharmapundarīka Sūtra)
- Vimalakirti-Sutra (Vimalakīrti Nirdeśa Sūtra)
- Avatamsaka-Sutra
- Nirvana-Sutra
- Lankavatara-Sutra
- Samadhiraja-Sutra Sutra des Königs der Konzentration
- Suvarnabhasottamasutra Das Sutra vom Goldenen Licht
- Samadhinirmocana-Sutra
- Lalitavistara-Sutra
- Brahmajāla-Sutra (japanisch: Bommo-kyō). Darin finden sich die zehn Hauptgebote und achtundvierzig weitere, die die ethische Grundlage des Mahayana bilden.
- Śūrṅgama-Sutra. Ursprünglich im 1. Jahrhundert auf Sanskrit verfasst, beschreibt es unter anderem die aufeinanderfolgenden Stufen zur Erlangung tiefster Erleuchtung. Teilübersetzung von Dwight Goddard in: A Buddhist Bible, 1935
- Ullambana-Sutra
- Arznei-Meister-Sūtra (japanisch: 薬師經 Yakushi-kyō) siehe beim Bhaisajyaguru, dem Medizin-Buddha
- Plattform-Sutra (Sutra des Sechsten Patriarchen, d. i. Huï-neng). Einziges Zen-Sutra. Mit Sicherheit nicht von Huï-neng verfasst

- Die drei Sutras des Reinen Landes
  - Großes-Reine-Land-Sutra Sukhāvatīvyūha-Sūtra, (chinesisch: 無量壽經, wúliángshòu jīng; japanisch Muryōju-kyō), Sutra des Unermesslichen Lebens
  - Kleines-Reine-Land-Sutra Amitabha-Sutra, (chinesisch: 阿彌陀經, amituo jing; japanisch Amida-kyō), Amida Sutra
  - Meditationssutra Amitāyurdhyāna-Sûtra, (chinesisch: 觀無量壽經, guan wuliangshou jing; japanisch Kanmuryōju-kyō), Kontemplationssutra

Die Fünf Werke von Buddha Maitreya über Asanga/Vasubandhu:
- Mahayanasutralamkara Schmuck der Mahayana Sutras
- Dharmadharmatavibhaga Unterscheidung der Gegebenheiten von ihrem Wahren Wesen
- Ratnagotravibhaga auch Uttara Tantra Shastra – zur Buddha-Natur
- Abhisamayalamkara
- Madhyāntavibhāga

### Übersetzungen
- Cowell, E. G.; Vagaakkedikā or Diamond Cutter; in: Sacred Books of the East (XLIX, S 109-144); Oxford 1894 (Clarendon), reprint: New York 1969 (Dover).
- Gemmell, William (transl.): The Diamond Sutra, Trübner, London 1912 Digitalisat
- Margareta von Borsig (Übs.): Lotos-Sutra – Das große Erleuchtungsbuch des Buddhismus. Verlag Herder, Neuausgabe 2009. ISBN 978-3-451-30156-8
- Katō Bunno, Tamura Yoshirō, Miyasaka Kōjirō (tr.), The Threefold Lotus Sutra: The Sutra of Innumerable Meanings; The Sutra of the Lotus Flower of the Wonderful Law; The Sutra of Meditation on the Bodhisattva Universal Virtue, Weatherhill & Kōsei Publishing, New York & Tōkyō 1975 Digitalisat (1,4 MB; PDF)
- Kubo Tsugunari, Yuyama Akira (tr.) The Lotus Sutra. Revised 2nd ed. Berkeley, Calif. : Numata Center for Buddhist Translation and Research, 2007. ISBN 978-1-886439-39-9 Digitalisat (1,6 MB; PDF)
- Yamamoto, Kosho (transl.), Page, Tony (ed.), The Mahayana Mahaparinirvana Sutra in 12 Volumes, Nirvana Publications, London (1999–2000). Digitalisat (PDF; 2,6 MB)
- Torakazu Doi: Kegon-Sutra. Das Blumengirlanden-Sutra. Band I. Angkor Verlag, Frankfurt 2008; ISBN 978-3-936018-32-5. (Avatamsaka-Sutra)
- Torakazu Doi: Kegon-Sutra. Das Blumengirlanden-Sutra. Band II. Angkor Verlag, Frankfurt 2008; ISBN 978-3-936018-33-2.
- Lu K`uan Yü (Charles Luk), The Surangama Sutra, Brighthill Buddhist Center Sri Lanka (Buddha Dharma Education Association Inc.), without date of publication Digitalisat (PDF; 2,0 MB)
- McRae, John (2004). The Sutra of Queen Śrīmālā of the Lion's Roar and the Vimalakīrti Sutra. Numata Center for Buddhist Translation and Research. ISBN 1886439311 Digitalisat (Memento vom 12. September 2014 im Internet Archive)
- Hisao Inagaki, Harold Stewart (transl.): The Three Pure Land Sutras, Berkeley: Numata Center for Buddhist Translation and Research 2003. ISBN 1-886439-18-4 Digitalisat (Memento vom 25. Dezember 2014 im Internet Archive) (PDF; 1,2 MB)
- Giebel, Rolf, transl. (2006), The Vairocanābhisaṃbodhi Sutra, Numata Center for Buddhist Translation and Research, Berkeley, ISBN 978-1-886439-32-0 Digitalisat (Memento vom 22. März 2015 im Internet Archive) (PDF; 1,6 MB)
- Zimmermann, Michael (2002), A Buddha Within: The Tathāgatagarbhasūtra (Memento vom 11. November 2013 im Internet Archive), Bibliotheca Philologica et Philosophica Buddhica VI, The International Research Institute for Advanced Buddhology, Soka University. (6,1 MB; PDF)